# 日本とチリの関係
日本とチリの関係（にほんとチリのかんけい、スペイン語: Relaciones entre Chile y Japón、英語: Chile–Japan relations）は、19世紀まで遡ることが可能だ。正式な国交樹立は、1897年9月25日に締結された日本チリ修好通商航海条約をもって嚆矢とする。第二次世界大戦中の1945年4月11日にチリが日本に対して宣戦布告したことで両国は交戦国同士となったが、1952年10月17日には外交関係が再開され、以後、両国の間では友好的な互助関係が保たれている。日本の天皇とチリの大統領の間で行われていた祝電の交換は、戦中の1942年に一時期途絶えたが、1953年の天皇誕生日を契機に復活。日本側からはチリの独立記念日に祝電を送る関係が続いた。

## 経済関係

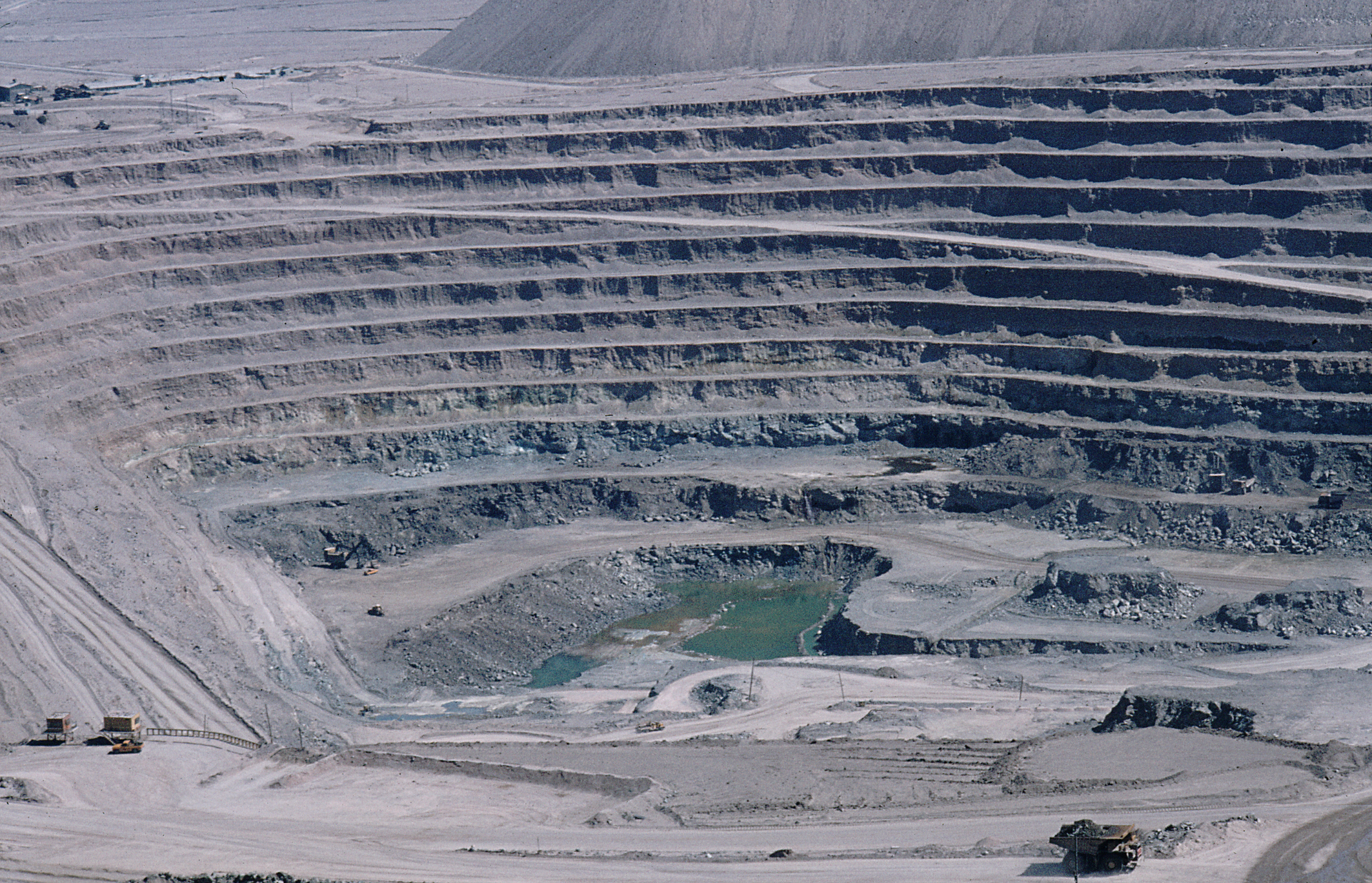
世界最大規模の露天掘り銅山チュキカマタ（1984年3月）

チリは世界最大級の銅鉱山会社コデルコを擁しており、銅の生産量では世界第2位の中国、第3位のペルー、第4位のアメリカ合衆国を合計した規模を上回る圧倒的な銅生産国である。また、銅の副産物として採鉱されるモリブデンも、中国とアメリカに次いで世界第3位の生産量を誇る。また、南北に長い海岸線を持つ国土は漁業に適しており、年間の漁獲量では世界で10位以内に入る。農林業も盛んである。
日本の支援で始まったサケの養殖がスタートすると大成功を収め、2024年時点では100万トン規模（世界第2位）となっている。かつては南部は農業に適した土地が無く「最貧困地域」とさえ呼ばれたが、養殖に適したプエルトモントなどは大型養殖場の他にも、稚魚を飼育する施設や加工場などの関連施設が集中し、大きな雇用が生まれた。
これらの生産物は同時に日本向けの輸出品目でもあり、銅、サケ、マス、木材、モリブデンなどが品目別で上位を占めている。資源や水産物の輸出と比べて小規模ではあるものの、ワインも輸出されており、2015年にはフランスを抜いて対日ワイン輸出国として第1位の座に輝いた。一方で、日本からチリへの輸出品目は、自動車や自動車部品、建設機械、あるいは銅鉱山などで使われる鉱山機械などである。
また、二国間の経済協定や条約としては、2007年3月に日チリ経済連携協定（EPA）が、2016年1月に日・チリ租税条約が締結されている。

## 要人往来

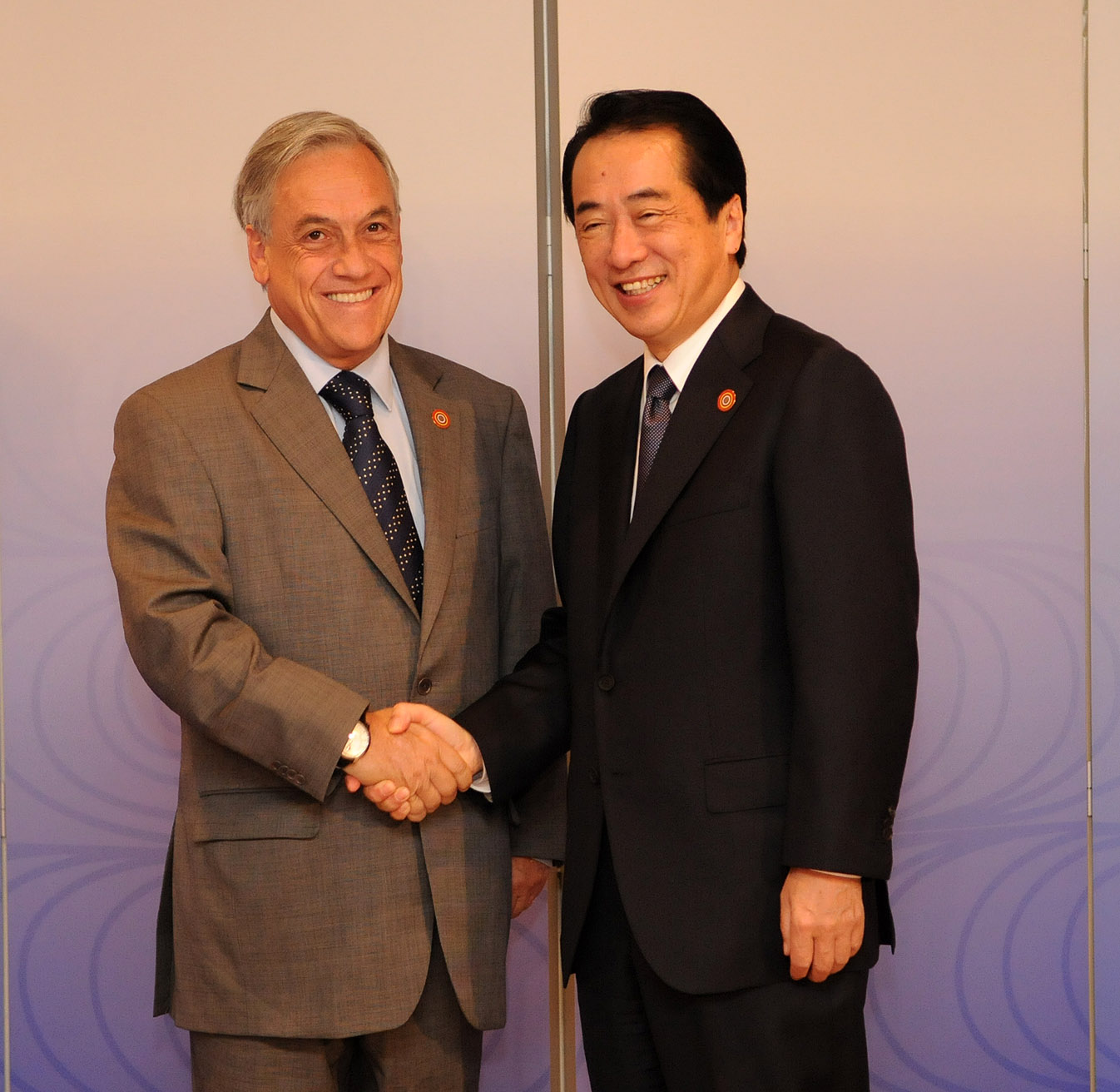
セバスティアン・ピニェラ大統領（左）と菅直人首相（2010年11月）

2010年11月、チリのセバスティアン・ピニェラ大統領、アルフレド・モレノ・チャルメ外相、ラウレンセ・ゴルボルネ（ゴルボーン）鉱業相が日本を訪問。11月11日に前原誠司外相とモレノ外相が、11月14日に菅直人首相とピニェラ大統領が会談を行った。

## 人的交流
1940年（昭和15年）、三宅哲一郎元駐チリ特命全権公使により日智協会（日本チリ協会）が設立され、紀伊徳川家の徳川頼貞侯爵が初代会長に就いた。
少なく見積もって2000人以上、日本外務省の調べでは約3000人の日系チリ人がチリに在住している。ブラジルやペルーの日系人に比べると人口規模は劣るが、カルロス・オミナミ上院議員やセルヒオ・ナカソネ映画監督などを輩出している。
チリの首都サンティアゴには、アジェンデ政権時代に創立された日本語補習校の流れを汲むサンチャゴ日本人学校がある。

## 外交使節

### 駐日チリ大使・公使

#### 駐日チリ公使
- カルロス・モルラ・ビクーニャ（スペイン語版）（1899～1900年）
- アルフレド・イララーサバル・サニャルトゥ（スペイン語版）（1912～1913年）

#### 駐日チリ大使
1. ロベルト・スアレス・バロス（1957～1964年）
  - （臨時代理大使）セルヒオ・シルビア・ピデリット（1964～1965年）
2. アウグスト・マランビオ・カブレラ（1966～1971年）[17]
3. オスカル・ピノチェト・デ・ラ・バラ（スペイン語版）（1971～1974年）
4. カルロス・ベサ・リオン（1974～1976年、信任状捧呈は5月16日[18]）
5. ハコボ・ネウマン・エティエンネ（1976～1979年）
6. セサル・ルイス・ダンジャウ（スペイン語版）（1979～1982年）
7. エドゥアルド・ブラボ・ウッドハウス（1982～1986年）
8. グスタボ・ポンセ・レロウ[19]（1987～1990年）
9. イータロ・スニーノ（スペイン語版）[20]（1990～1991年、信任状捧呈は9月3日[21]）
10. エルナン・ペドロ・タッサラ・ヒメネス（1991～1992年、信任状は捧呈していない）
11. エドゥアルド・ロドリゲス・グアラチ（スペイン語版）（1992～1994年、信任状捧呈は4月13日[22]）
12. ハイメ・ラゴス・エラソ（1994～1998年、信任状捧呈は5月25日[23]）
13. デメトリオ・インファンテ・フィゲロア（1998～2004年、信任状捧呈は5月15日[24]）
  - （臨時代理大使）マウリシオ・ウンベルト・レオネ・ブラボ（2004年）
14. ダニエル・カルバージョ・セペルニク（2004～2010年、信任状捧呈は12月1日[25]）
15. パトリシオ・トーレス・エスピノサ（スペイン語版）（2010～2016年、信任状捧呈は7月15日[26]）
  - （臨時代理大使）フェリペ・ディアス（2016～2017年）
16. グスタボ・アジャレス・オッサンドン（2017～2018年、信任状捧呈は5月11日[27]）
  - （臨時代理大使）フェリペ・ディアス（2018～2019年）
17. フリオ・フィオル・スニガ（2019～2021年、信任状捧呈は1月17日[28]）
  - （臨時代理大使）ルイス・アルベルト・パルマ・デラセルダ（2021年）
18. リカルド・ロハス（2021年～、信任状捧呈は7月14日[29]）